# Leviellus
Leviellus là một chi nhện trong họ Araneidae.